# Đại hội Giới trẻ Thế giới
Ngày Giới Trẻ Thế giới (tiếng Anh: World Youth Day) là ngày hội của giới trẻ Công giáo toàn thế giới. Ngày Giới trẻ Thế giới được Giáo hoàng Gioan Phaolô II khởi xướng nhân ngày Lễ Lá năm 1984 tại Roma. Ngày Giới trẻ Thế giới thực ra được tổ chức nhiều ngày liên tục (thường là một tuần) nên còn được gọi là Đại hội Giới trẻ Thế giới.

## Đại hội cấp quốc tế
| Năm  | Ngày                  | Đăng cai                              | Lượng người tham dự 1 | Chủ đề | Bài hát chủ đề [Ngôn ngữ]2                                                                       | Ghi chú                                                                   |
| ---- | --------------------- | ------------------------------------- | --------------------- | --- | ------------------------------------------------------------------------------------------------ | ------------------------------------------------------------------------- |
| 1984 | 15 tháng 5            | Roma, Ý · Thành Vatican               | 300.000               | Năm Thánh Cứu độ | Resta Qui Con Noi [tiếng Ý]                                                                      | - Giáo hoàng Gioan Phaolô II trao Thánh giá Đại hội                       |
| 1985 | 31 tháng 3            | Roma, Ý · Thành Vatican               | 300.000               | Năm Giới trẻ Quốc tế |                                                                                                  | - do Liên Hợp Quốc đề xướng để đề cao vai trò của giới trẻ trên thế giới. |
| 1987 | 11 tháng 3–12 tháng 3 | Buenos Aires, · Argentina             | 1.000.000             | "Ta đã biết và đã tin vào lòng mến mà Thiên Chúa có đối với ta" (1 Gioan 4:16)                                          | Un Nuevo Sol [tiếng Tây Ban Nha]                                                                 | - Lần đầu được tổ chức ngoài châu Âu                                      |
| 1989 | 15 tháng 8–20 tháng 8 | Santiago de Compostela, · Tây Ban Nha | 400.000               | Ðàng và sự thật, sự sống, chính là Ta! (Gioan 14:6).                                                                    | Somos Los Jóvenes [tiếng Tây Ban Nha]                                                            |                                                                           |
| 1991 | 10 tháng 8–15 tháng 8 | Częstochowa, · Ba Lan                 | 1.600.000             | Anh em đã chịu lấy Thần khí của hàng nghĩa tử (Rôma 8:15)                                                               | Abba Ojcze [tiếng Ban Lan, tiếng Ý, tiếng Tây Ban Nha]                                           |                                                                           |
| 1993 | 10 tháng 8–15 tháng 8 | Denver, · Hoa Kỳ                      | 500.000               | Ta đã đến, là để chúng được có sự sống, và có một cách dồi dào (Gioan 10:10)                                            | (We Are) One Body [tiếng Anh]                                                                    | - Lần đầu tiên tổ chức ở Bắc Mỹ                                           |
| 1995 | 10 tháng 1–15 tháng 1 | Manila, · Philippines                 | 5.000.000             | Cũng như Cha đã sai Ta, Ta cũng sai các ngươi (Gioan 20:21)                                                             | Tell the World of His Love [tiếng Anh]                                                           | - Lần đầu tiên được tổ chức ở châu Á - Đông người tham dự nhất            |
| 1997 | 19 tháng 8–24 tháng 8 | Paris, · Pháp ·                       | 1.200.000             | Thưa Thầy - Ngài lưu lại ở đâu? - Hãy đến mà xem! (Gioan 1:38-39)                                                       | Maître Et Seigneur [tiếng Pháp]                                                                  |                                                                           |
| 2000 | 15 tháng 8–20 tháng 8 | Roma, Ý · Thành Vatican               | 2.000.000             | Và Lời đã thành xác phàm, và đã lưu trú nơi chúng tôi (Gioan 1:14)                                                      | Emmanuel [tiếng Ý, tiếng Anh, tiếng Pháp, tiếng Tây Ban Nha]                                     | - Tổ chức nhân dịp Đại Năm Thánh                                          |
| 2002 | 23 tháng 7–28 tháng 7 | Toronto, · Canada                     | 800.000               | Các ngươi là muối cho đời ... các ngươi là ánh sáng cho thế gian (Mátthêu 5:13-14)                                      | Lumière Du Monde/Light Of The World [tiếng Pháp, tiếng Anh, tiếng Tây Ban Nha, tiếng Ý]          | - Kỳ đại hội cuối cùng do Giáo hoàng Gioan Phaolô II chủ sự               |
| 2005 | 16 tháng 8–21 tháng 8 | Köln, · Đức ·                         | 1.200.000             | Chúng tôi đến yết bái Ngài (Mátthêu 2:2)                                                                                | Venimus Adorare Eum [tiếng Đức, tiếng Latinh, tiếng Pháp, tiếng Tây Ban Nha, tiếng Anh, tiếng Ý] | - Kỳ đại hội đầu tiên do Giáo hoàng Biển Đức XVI chủ sự                   |
| 2008 | 15 tháng 7–20 tháng 7 | Sydney, · Úc                          | 400.000               | Các ngươi sẽ chịu lấy quyền lực Thánh thần đến trên các ngươi. Và các ngươi sẽ là chứng tá của Ta (Công vụ Tông đồ 1:8) | Receive The Power [tiếng Anh, tiếng Ý, tiếng Tây Ban Nha, tiếng Pháp]                            | - Lần đầu tiên được tổ chức ở châu Đại Dương                              |
| 2011 | 16 tháng 8–21 tháng 8 | Madrid, · Tây Ban Nha                 | 1500.000              | Đâm rễ và xây dựng trong Đức Kitô Giêsu, Vững vàng trong Đức tin (Côlôxê 2:7)                                           | Firmes en la fe [tiếng Tây Ban Nha]                                                              | Lần thứ hai Tây Ban Nha đăng cai.                                         |
| 2013 | 23 tháng 7–28 tháng 7 | Rio de Janeiro, · Brasil              | 3,700,000             | Hãy đi thâu nạp môn đồ khắp muôn dân (Mátthêu 28:29)                                                                    | Esperança do Amanhecer[tiếng Bồ Đào Nha]                                                         | *Brazil là quốc gia Mỹ Latinh thứ hai đăng cai sau Argentina              |
| 2016 | 25 tháng 7–31 tháng 7 | Kraków, · Ba Lan                      |                       | Phúc cho những kẻ biết thương xót, vì họ sẽ được thương xót. (Mátthêu 5:7)                                              | Błogosławieni miłosierni[tiếng Ba Lan]                                                           | *Lần thứ hai Ba Lan đăng cai                                              |
| 2019 | 22 tháng 1-27 tháng 1 | Thành phố Panama, · Panama            | 800,000               | Này tôi là tá Chúa, xin hãy thành sự cho tôi theo lời Ngài! (Luca 1:38)                                                 | Hágase en mi, según tu Palabra[tiếng Tây Ban Nha]                                                | Là quốc gia Mỹ Latinh thứ ba đăng cai                                     |
| 2023 | 1 tháng 8 - 6 tháng 8 | Lisboa, · Bồ Đào Nha                  | 400.000               | Đức Maria đứng dậy và vội vã lên đường (Luca 1: 39)                                                                     | Há Pressa no Ar                                                                                  | Lần đầu tiên được tổ chức ở Bồ Đào Nha                                    |
| 2027 |                       | Seoul, · Hàn Quốc                     |                       | Hãy vững lòng! Ta đã thắng thế gian! (Gioan 16:33)                                                                      |                                                                                                  | Quốc gia đầu tiền được đăng cai ở khu vực Đông Á                          |

1Đây là sự phản ánh lượng người có mặt trong thánh lễ đại trào, có thể gồm nhiều người dân địa phương tham dự như là một sự kiện. Trừ khi có quy định khác được tham chiếu, các số liệu này được trích từ website USCCB Lưu trữ ngày 17 tháng 9 năm 2008 tại Wayback Machine.

2Danh sách các ngôn ngữ này được sử dụng trong các phiên bản chính của ca khúc. Các bản dịch của ca khúc trong các ngôn ngữ khác cũng có thể được sử dụng.

## Đại hội cấp giáo phận
| Ngày                | Chủ đề |
| ------------------- | --- |
| 23 tháng 3 năm 1986 | Hãy luôn sẵn sàng trả lời cho bất cứ ai chất vấn về Niềm Hy vọng của anh em (Thư Phêrô I 3:15)              |
| 27 tháng 3 năm 1988 | Ngài bảo các anh làm gì, các anh cứ làm theo như vậy (Phúc Âm Gioan 2:5)                                    |
| 8 tháng 4 năm 1990  | Thầy là cây nho, các con là ngành nho (Phúc Âm Gioan 15:5)                                                  |
| 12 tháng 4 năm 1992 | Các con hãy đi khắp thế giới rao giảng Tin Mừng (Phúc âm Máccô 16:15)                                       |
| 27 tháng 3 năm 1994 | Như Chúa Cha đã sai Thầy, Thầy cũng sai các con. (Phúc Âm Gioan 20:21)                                      |
| 31 tháng 3 năm 1996 | Thưa Thầy, bỏ Thầy chúng con biết theo ai? Thầy mới có những lời ban sự sống đời đời. (Phúc Âm Gioan 6:68). |
| 5 tháng 4 năm 1998  | Chúa Thánh Thần sẽ dạy chúng con mọi điều. (Phúc Âm Gioan 14:26)                                            |
| 28 tháng 3 năm 1999 | Chúa Cha yêu mến chúng con (Phúc âm 16:27)                                                                  |
| 8 tháng 4 năm 2001  | Ai muốn theo Ta, hãy bỏ mình đi, vác Thánh giá mình hằng ngày mà theo Ta. (Phúc âm Luca 9:23)               |
| 13 tháng 3 năm 2003 | Đây là Mẹ con (Phúc Âm Gioan 19:27)                                                                         |
| 4 tháng 4 năm 2004  | Chúng tôi muốn gặp Đức Giêsu (Phúc Âm Gioan 12: 21)                                                         |
| 9 tháng 4 năm 2006  | Lời Chúa là đèn soi bước chân tôi, và là ánh sáng dẫn lối cho tôi (Thánh Vịnh 119:105)                      |
| 1 tháng 4 năm 2007  | Như Cha đã yêu mến chúng con; chúng con cũng hãy yêu mến nhau (Phúc Âm Gioan 13:34)                         |
| 5 tháng 4 năm 2009  | Chúng ta đã đặt niềm hy vọng vào Thiên Chúa hằng sống" (1 Thư gửi Timôthê 4:10)                             |
| 28 tháng 3 năm 2010 | Lạy Thầy nhân lành, tôi phải làm gì để được sự sống đời đời làm gia nghiệp? (Phúc âm Máccô 10:17)           |
| 1 tháng 4 năm 2012  | Anh em hãy vui luôn trong niềm vui của Chúa (Thư Philíp phê 4:4)                                            |
| 13 tháng 3 năm 2014 | Phúc thay ai có tâm hồn nghèo khó, vì Nước Trời là của họ. (Phúc âm Mátthêu 5:3)                            |
| 29 tháng 3 năm 2015 | Phúc thay ai có tâm hồn trong sạch, vì họ sẽ được nhìn thấy Thiên Chúa. (Phúc âm Mátthêu 5:8)               |

## Chương trình khung
|            | Trước thềm đại hội | THỨ BA | THỨ TƯ                                                                 | THỨ NĂM                                                                      | THỨ SÁU                                                                | THỨ BẢY                                                                                        | CHÚA NHẬT |
| ---------- | --- | --- | ---------------------------------------------------------------------- | ---------------------------------------------------------------------------- | ---------------------------------------------------------------------- | ---------------------------------------------------------------------------------------------- | --- |
| BUỔI SÁNG  | tại các giáo phận: - Các giáo phận chuẩn bị và hướng về chủ đề và đại hội. Cử đoàn đại biểu đến nơi đăng cai để tham dự. | Ngày chính thức chào đón khách thập phương                                                                            | Các buổi dạy giáo lý và hội thảo do các giám mục và linh mục hướng dẫn | Các buổi dạy giáo lý và hội thảo do các giám mục và linh mục hướng dẫn       | Các buổi dạy giáo lý và hội thảo do các giám mục và linh mục hướng dẫn | Di chuyển đến địa điểm Canh thức Cầu nguyện                                                    | Bế mạc: - Thánh lễ Bế mạc và Phép lành Tòa Thánh - Công bố thời gian và địa điểm sẽ tổ chức Ngày Giới trẻ Thế giới lần sau, và tiếp tục các sinh hoạt đến 17:00 |
| BUỔI CHIỀU | tại các giáo phận: - Các giáo phận chuẩn bị và hướng về chủ đề và đại hội. Cử đoàn đại biểu đến nơi đăng cai để tham dự. | Thánh Lễ Khai mạc do giám mục chủ nhà cử hành, các sinh hoạt riêng của mỗi đoàn thể và mỗi đoàn giới trẻ của các nơi. | Buổi chiều trình diễn thánh ca, âm nhạc, cầu nguyện và giải tội        | Giáo hoàng chính thức xuất hiện và găp gỡ quan khách, chủ sự buổi cầu nguyện | Buổi chiều trình diễn thánh ca, âm nhạc, cầu nguyện và giải tội        | Buổi chiều trình diễn thánh ca, âm nhạc                                                        | Tạm biệt Giáo hoàng |
| BUỔI TỐI   | tại các giáo phận: - Các giáo phận chuẩn bị và hướng về chủ đề và đại hội. Cử đoàn đại biểu đến nơi đăng cai để tham dự. | Buổi tối trình diễn thánh ca, âm nhạc, cầu nguyện và giải tội                                                         | Buổi tối trình diễn thánh ca, âm nhạc, cầu nguyện và giải tội          | Buổi tối trình diễn thánh ca, âm nhạc, cầu nguyện và giải tội                | Tổ chức buổi Đàng Thánh Giá                                            | Giáo hoàng chủ sự đêm Canh Thức Cầu Nguyện, giáo huấn, khách hành hương ngủ qua đêm ngoài trời | Giáo hoàng về Vatican |